# Bandéristes

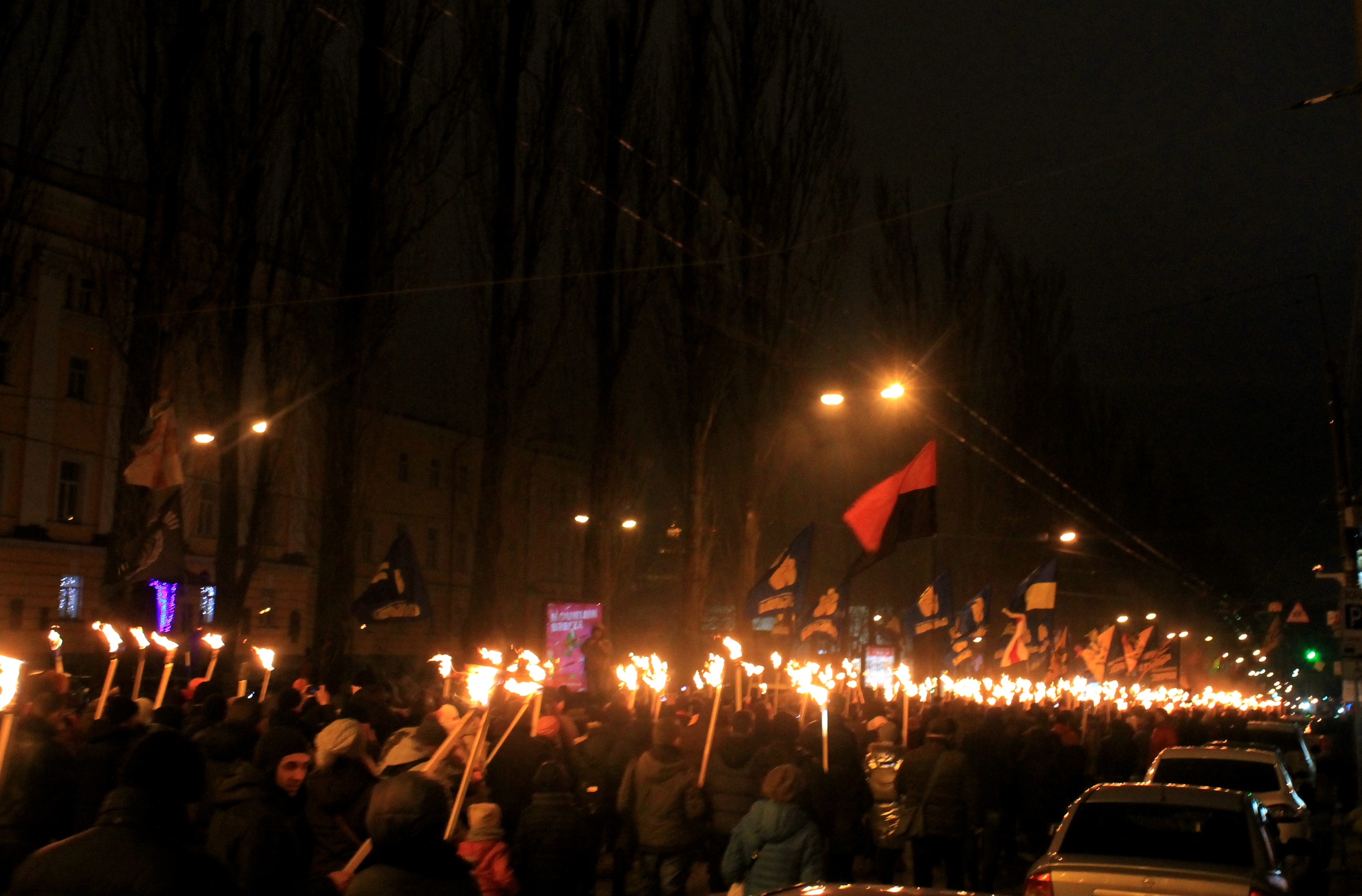
Procession aux flambeaux en l'honneur de l'anniversaire de Stepan Bandera (Kiev le 1 janvier 2018).

Les bandéristes (en ukrainien : Бандерівці, Bandе́rivtsi, en polonais : banderowcy, en russe : Бандеровцы,  Bandе́rovtsy) sont les membres d'un assortiment d'organisations extréme-droite et antisémites en Ukraine. 
Le terme dérive du nom de Stepan Bandera (1909-1959), chef de l'Organisation des nationalistes ukrainiens qui s'est formée en 1929 en tant que fusion de mouvements, dont l'Union des fascistes ukrainiens,. La section, connue sous le nom de OUN-B, avait été impliquée dans diverses atrocités, notamment le meurtre de civils, principalement des Juifs et des Polonais, sous l'administration nazie allemande,. Le terme « bandéristes » a également été utilisé par les adeptes de Bandera eux-mêmes et par d'autres pendant la Shoah et les massacres de Polonais et de Juifs en Volhynie et en Galice orientale par l'OUN-UPA en 1943-1944. 
Selon Timothy Snyder, le mot est utilisé aujourd'hui (souvent de manière péjorative) pour désigner les nationalistes ukrainiens qui sympathisent avec l'idéologie fasciste et se considèrent comme des adeptes du mythe OUN-UPA dans l'Ukraine moderne.